# Bảo tàng Trung Pomerania ở Słupsk
Bảo tàng Trung Pomerania ở Słupsk (tiếng Ba Lan: Muzeum Pomorza Środkowego w Słupsku), viết tắt là MPŚ, là một bảo tàng có trụ sở chính tọa lạc tại số 5-9 phố Dominikańska, Słupsk, Ba Lan. Bảo tàng đã được đưa vào Sổ đăng ký Bảo tàng Nhà nước theo số 23/135. Bảo tàng nổi tiếng với việc trưng bày bộ sưu tập các tác phẩm của Stanisław Ignacy Witkiewicz lớn nhất thế giới. Chính giám đốc lâu năm của bảo tàng là Janusz Przewoźny khởi xướng việc thu thập bộ sưu tập này.

## Lịch sử
Bảo tàng đầu tiên ở Słupsk mở cửa vào năm 1924. Bảo tàng Trung Pomerania ở Słupsk được thành lập vào năm 1948, tiếp quản hơn 600 hiện vật từ Bảo tàng Heimatmuseum của người Đức trước chiến tranh thế giới thứ hai.

## Triển lãm
Hiện nay, bộ sưu tập của bảo tàng bao gồm hơn 30.000 hiện vật, và bộ sưu tập sách có hơn 22.000 tập. Các bộ sưu tập của bảo tàng rất phong phú và đa dạng, tất cả đều liên quan đến lịch sử của Pomerania. Bảo tàng hiện đang tổ chức triển lãm trong 7 tòa nhà ở trung tâm thành phố. Theo số liệu thống kê năm 2017, ba chi nhánh của bảo tàng đã được 85.510 người đến thăm vào năm trước đó, cụ thể là Bảo tàng ngoài trời ở Kluki có 41.080 khách, Bảo tàng Văn hóa Dân gian Pomeranian ở Swołów có 22.783 khách và trụ sở chính có 21.647 khách tham quan.